# Pseudochazara kurdistana
Pseudochazara kurdistana är en fjärilsart som beskrevs av Otto Staudinger och Hans Rebel 1901. Pseudochazara kurdistana ingår i släktet Pseudochazara och familjen praktfjärilar. Inga underarter finns listade i Catalogue of Life.